# Insígnia d'Infanteria de Combat
La Insígnia d'Infanteria de Combat (anglès: Combat Infantryman Badge o CIB) és una distinció militar de l'Exèrcit dels Estats Units. La insígnia s'atorga als infants i soldats de les Forces Especials amb el rang de coronel o inferior, que van lluitar en combat terrestre actiu mentre estaven assignats com a membres d'una unitat d'infanteria o de les Forces Especials de la mida d'una brigada o més petita en qualsevol moment després del 6 de desembre de 1941. Per a aquells soldats que no són membres d'una unitat d'infanteria o de les Forces Especials, s'atorga la Insígnia d'Acció de Combat (CAB). Els soldats amb un MOS en el camp mèdic, amb l'excepció d'un sergent mèdic de les Forces Especials (18D), rebrien la Insígnia de Mèdic de Combat. Els metges de les Forces Especials del 18D rebrien la insígnia d'Infanteria de Combat.
La CIB i la seva contemporània no combativa, la Insígnia de Soldat Expert (Expert Infantryman Badge - EIB), van ser creades el novembre de 1943 durant la Segona Guerra Mundial per augmentar la moral i el prestigi del servei a la Infanteria. En concret, reconeix els sacrificis inherents de tots els infants i que s'enfronten a un risc més gran de ser ferits o morts en acció que qualsevol altra especialitat ocupacional militar.
A mitjans del 2025, l'exèrcit va introduir les "insígnies de mestre de combat", incloent-hi la insígnia de mestre d'infanteria de combat. La insígnia reconeix aquells que han obtingut tant una CIB com una EIB, una insígnia de soldat expert o una insígnia de metge de camp expert.

## Història
Després de la declaració de guerra dels Estats Units el 1941, el  Departament de Guerra va tenir dificultats per reclutar soldats a la  branca d'infanteria en els casos en què els homes tenien l'oportunitat d'escollir la seva branca d'assignació, i la moral dels soldats de la branca d'infanteria es va mantenir baixa, sobretot a causa del fet que "[d]e tots els soldats [ sic ], es reconeixia que la infanteria operava contínuament en les pitjors condicions i realitzava una missió que no s'havia assignat a cap altre soldat [ sic ] o unitat... [l]a infanteria, una petita part del total de les Forces Armades, era la que patia més baixes mentre rebia el mínim reconeixement públic." El tinent general Lesley J. McNair, comandant de les Forces Terrestres de l'Exèrcit dels Estats Units, va defensar la idea de crear un premi que reconegués els perills únics als quals s'enfrontaven els infants.
El 27 d'octubre de 1943, el Departament de Guerra va establir formalment les Insígnies d'Infanteria de Combat (CIB) i d'Infanteria d'Expert (EIB) a la Secció I de la Circular 269 del Departament de Guerra:
| « | La guerra actual ha demostrat la importància d'una infanteria altament competent, resistent, dura i agressiva, que només es pot obtenir desenvolupant un alt grau de competència individual completa per part de cada soldat d'infanteria. Com a mitjà per assolir els alts estàndards desitjats i fomentar l'esperit de cos a les unitats d'infanteria, s'estableixen les insígnies d'Expert en Infanteria i d'Infanteria de Combat per al personal d'infanteria. | » |

"Els soldats d'infanteria, inclosos els oficials", establien l'elegibilitat per a la CIB per "conducta exemplar en acció contra l'enemic" o "compliment satisfactori del deure en acció contra l'enemic en una operació important" determinat i anunciat pels comandants del teatre. La circular estipulava que "...  només es portarà una d'aquestes insígnies alhora" i "la insígnia de soldat d'infanteria de combat és la condecoració més alta". L'atorgament de la CIB va ser autoritzat oficialment amb una ordre executiva del 15 de novembre de 1943. La Circular 186 del Departament de Guerra, de l'11 de maig de 1944, va rescindir la Circular 269 i va aclarir l'elegibilitat per a la CIB com "restringida a oficials, suboficials i soldats, assignats a regiments d'infanteria o unitats d'infanteria inferiors, excepte els oficials i soldats del Departament Mèdic i el Cos de Capellans", que havien dut a terme "conducta exemplar en acció contra l'enemic". El 30 de juny de 1944, el Congrés va aprovar deu dòlars addicionals en pagament mensual a cada soldat guardonat amb la CIB, excepte els oficials comissionats.

### Premis retroactius
Les regulacions de la Segona Guerra Mundial originalment no prescrivien un període de servei de combat específic que establís l'elegibilitat dels infants per rebre una Insígnia d'Infanteria (CIB). La Circular 105 del Departament de Guerra, de data 13 de març de 1944, va modificar la Circular 269. Pàgina 2, paràgraf IV. INSÍGNIA – Secció 1, Circular núm. 269 del Departament de Guerra de 1943, afegint el paràgraf 8, de la manera següent:
| « | 8. La concessió retroactiva d'insígnies d'Expert i de Combat d'Infanteria de Combat es pot atorgar a qualsevol infant que, el 6 de desembre de 1941 o posteriorment, hagi demostrat l'elegibilitat i hagi estat recomanat per a aquesta concessió segons les disposicions del paràgraf 2b o del paràgraf 3b. La insígnia d'Expert es pot atorgar segons el paràgraf 2a, només a aquells infanteries que hagin demostrat l'elegibilitat i hagin estat recomanats per a aquesta concessió el 27 d'octubre de 1943 o posteriorment. | » |

Com que els titulars de la CIB també havien suportat les dificultats que originalment havien influït en l'aprovació de la Medalla de l'Estrella de Bronze per a les tropes terrestres el 1944, el govern dels Estats Units va implementar una política el 1947 que autoritzava l'atorgament retroactiu d'Estrelles de Bronze als soldats veterans de la Segona Guerra Mundial que havien rebut la CIB. Ambdues condecoracions requerien la recomanació d'un comandant i una citació a les ordres pertinents. El general Marshall va iniciar això després que el major Charles W. Davis, receptor de la Medalla d'Honor, li digués que: "Seria meravellós si algú pogués dissenyar una insígnia per a cada soldat d'infanteria que s'enfronta a l'enemic, cada dia i cada nit, amb tan poc reconeixement".
Des del principi, els líders de l'exèrcit han tingut cura de conservar la insígnia per al propòsit únic per al qual es va establir i d'evitar l'adopció de qualsevol altra condecoració que en reduís el prestigi. Al final de la Segona Guerra Mundial, la guerra més gran en què els blindats i l'artilleria van tenir un paper clau en les campanyes terrestres, es va dur a terme una revisió dels criteris de la CIB i es va considerar la possibilitat de crear insígnies addicionals o autoritzar la insígnia a les unitats de cavalleria i blindades. La revisió va assenyalar que qualsevol canvi de política restaria prestigi a la insígnia.

## Requisits d'elegibilitat actuals
Un soldat ha de complir els requisits següents per rebre la Insígnia d'Infanteria de Combat:
1. Ser un soldat d'infanteria que realitza satisfactòriament tasques d'infanteria
2. Assignat a una unitat d'infanteria durant el temps que la unitat està involucrada en combat terrestre actiu
3. Participar activament en aquest tipus de combat terrestre

El crèdit de campanya o batalla per si sol no és suficient per a l'atorgament de la CIB. Els criteris d'elegibilitat específics per a la CIB requereixen que un oficial (SSI 11 o 18) en el grau de coronel o inferior, o un soldat allistat de l'exèrcit o un suboficial amb un MOS d'infanteria o de les Forces Especials, que després del 6 de desembre de 1941 hagi complert satisfactòriament el deure mentre estava assignat o adscrit com a membre d'una unitat d'infanteria, ranger o forces especials de brigada, regiment o de mida menor durant qualsevol període que aquesta unitat hagi participat en combat terrestre actiu. L'elegibilitat també inclou soldats o oficials amb un MOS que no sigui infanteria o Forces Especials que tinguin una Especialitat Ocupacional Militar (Military Occupational Specialties – MOS) d'infanteria o Forces Especials previ o secundari i que estiguin assignats o adscrits temporalment a una unitat d'infanteria de qualsevol mida menor que una brigada.
L'elegibilitat per al personal de les Forces Especials en les Especialitats Ocupacionals Militars (MOS) 18B, 18C, 18E, 18F i 18Z (menys sergent mèdic de les Forces Especials) s'acumula a partir del 20 de desembre de 1989. Les concessions retroactives de la CIB al personal de les Forces Especials no estan autoritzades abans del 20 de desembre de 1989. Un receptor ha d'estar present personalment i sota foc hostil mentre serveix en un servei primari d'infanteria o de les Forces Especials assignat, en una unitat que participa activament en combat terrestre amb l'enemic. La unitat en qüestió pot ser de qualsevol mida inferior a la brigada. Les regulacions de l'exèrcit prohibeixen que la Insígnia d'Infanteria de Combat s'atorgui als oficials generals.
A partir del 18 de setembre de 2001: un soldat ha de ser un oficial d'infanteria o de forces especials de l'exèrcit (SSI 11 o 18) en el grau de coronel o inferior, o un soldat allistat o suboficial de l'exèrcit amb un MOS d'infanteria o de forces especials, que hagi complert satisfactòriament el deure mentre estava assignat o adscrit com a membre d'una unitat d'infanteria, ranger o de forces especials de brigada, regiment o mida menor durant qualsevol període que aquesta unitat hagi participat en combat terrestre actiu. Un soldat ha d'estar personalment present i sota foc mentre serveix en un servei principal d'infanteria o de forces especials assignat, en una unitat que participa en combat terrestre actiu, per acostar-se i destruir l'enemic amb foc directe. Els soldats de l'exèrcit que posseeixin un MOS de 18D (sergent mèdic de les forces especials) que realitzin satisfactòriament tasques de les forces especials mentre estan assignats o adscrits a una unitat de forces especials de brigada, regiment o mida menor durant qualsevol període que aquesta unitat hagi participat en combat terrestre actiu poden rebre la CIB. Aquests soldats han d'haver estat personalment presents i haver participat en combat terrestre actiu, per acostar-se i destruir l'enemic amb foc directe. Les condecoracions retroactives segons aquests criteris no estan autoritzades per al servei anterior al 18 de setembre de 2001. Els soldats que posseeixin un MOS de 18D que compleixin els requisits per a la concessió de la CMB del 18 de setembre de 2001 al 3 de juny de 2005 continuaran tenint dret a la insígnia.

## Conflictes, operacions i períodes qualificadors
La CIB està autoritzada per a ser atorgada a les següents guerres, conflictes i operacions qualificades. S'ha autoritzat un premi separat de la CIB per a soldats qualificats en els següents períodes de qualificació:
- Segona Guerra Mundial (7 de desembre de 1941 - 3 de setembre de 1945)
- Guerra de Corea (27 de juny de 1950 - 27 de juliol de 1953)
- Guerra del Vietnam i altres operacions (2 de març de 1961 a 10 de març de 1995)
  - Guerra del Vietnam (2 de març de 1961 a 28 de març de 1973) combinada amb servei qualificat a Laos (19 d'abril de 1961 a 6 d'octubre de 1962)
  - República Dominicana (28 d'abril de 1965 a 1 de setembre de 1966)
  - Corea del Sud a la zona desmilitaritzada (DMZ) (4 de gener de 1969 a 31 de març de 1994)
  - El Salvador (1 de gener de 1981 a 1 de febrer de 1992)
  - Grenada (23 d'octubre a 21 de novembre de 1983)
  - Àrea de Seguretat Conjunta, Panmunjom, Corea del Sud (23 de novembre de 1984)
  - Panamà (20 de desembre de 1989 a 31 de gener de 1990)
  - Conflicte del sud-oest asiàtic (Operació Tempesta del Desert) (17 de gener a 11 d'abril de 1991)
  - Somàlia (5 de juny de 1993 a 31 de març de 1994)
- Guerra mundial contra el terrorisme (18 de setembre de 2001 a 30 d'agost de 2021)
  - Afganistan (OEF, 18 de setembre de 2001 a 31 de desembre de 2014; OFS, 1 de gener de 2015 fins a una data per determinar)
  - Iraq (OIF, 19 de març de 2003 a 31 d'agost de 2010; OND, 1 de setembre de 2010 a 31 de desembre de 2011)
  - Iraq i Síria (OIR, 15 de juny de 2014 fins a una data per determinar)

NOTA: Les condecoracions posteriors de la CIB no estan autoritzades per al mateix període de qualificació, tal com s'ha esmentat anteriorment. Es poden atorgar condecoracions posteriors de la CIB sempre que el soldat hagi complert els criteris d'elegibilitat en períodes/eres de qualificació separats. Per exemple, es podria atorgar una segona condecoració amb una estrella superposada a la corona a un soldat que va servir a Somàlia (3a era de qualificació) i OEF (4a era de qualificació).
A la Guerra de Corea: Es rescindeixen els requisits especials per a l'atorgament de la CIB pel servei a Corea del Sud. Els veterans de l'exèrcit i els membres del servei que van servir a Corea del Sud el 28 de juliol de 1953 o posteriorment i que compleixen els criteris per a l'atorgament de la CIB poden presentar una sol•licitud (inclosa la documentació justificativa) per a l'atorgament de la CIB.

## Disseny de la insígnia

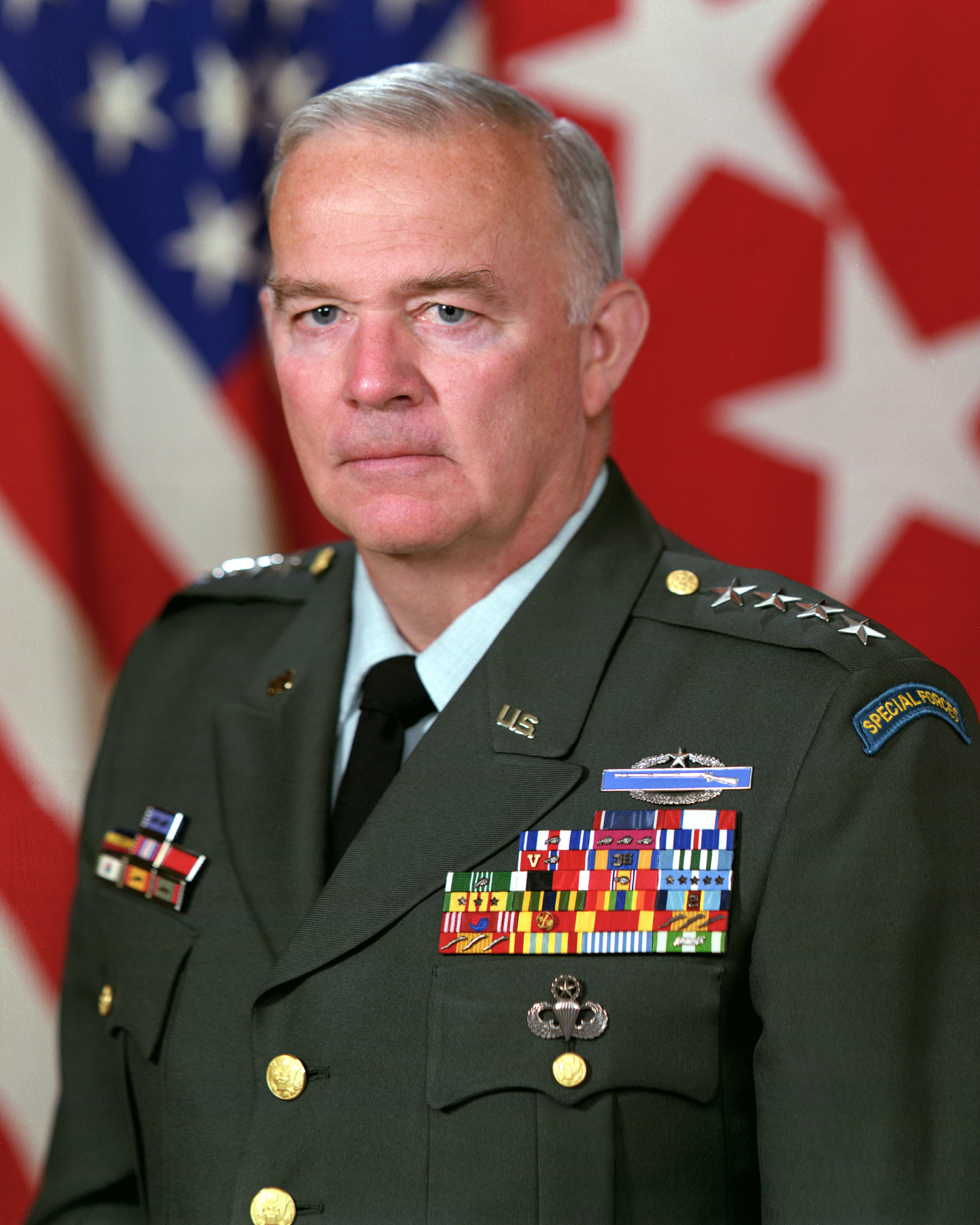
El general Robert Kingston, amb la seva Insígnia d'Infanteria de Combat damunt de les cintes de servei

El model de la Insígnia d'Infanteria de Combat original, de la Segona Guerra Mundial, era una insígnia de plata i esmalt, que consistia en una barra rectangular de 76 mm d'amplada amb un camp blau infanteria sobre el qual hi ha superposat un mosquet Springfield Arsenal, model 1795. El dispositiu compost està superposat a una corona el·líptica de fulles de roure, que simbolitza el caràcter ferm, la força i la lleialtat. Durant la Segona Guerra Mundial, existien models metàl·lics compostos de la CIB compostos per una insígnia rectangular EIB separada i una corona de fulles de roure que després es fixava a la guerrera, com a insígnia d'infanteria de combat. Més tard, es va crear una insígnia de metall negre mat i suau per portar al camp. Des de la Segona Guerra Mundial, la CIB s'ha fabricat en tela (de color i suau) per portar-la, com el model de metall mat, a l'uniforme de fatiga, i una miniatura ( 1+El model CIB de metall lacat de 32 mm de llarg (1⁄4 polzades) està disponible per portar a l'uniforme de gala del menjador i a la roba de paisà.
El 8 de febrer de 1952, l'exèrcit va aprovar l'addició d'estrelles a la CIB que indicaven que el soldat havia lluitat en més d'una guerra. La primera va ser la segona condecoració CIB que reconeixia les operacions de combat de la Guerra de Corea; en aquell temps, l'Institut d'Heràldica de l'exèrcit dels Estats Units també havia creat fins a vuit dissenys de condecoració CIB. Les condecoracions CIB del segon al quart s'indicaven amb estrelles platejades de cinc puntes, d'una a tres estrelles centrades, a la part superior de la insígnia, entre les puntes de la corona de fulles de roure; les condecoracions del cinquè al vuitè de la CIB s'indicaven amb estrelles daurades. Tanmateix, el Reglament de l'Exèrcit 600-8-22 (Condecoracions Militars) només autoritza fins a tres condecoracions de la CIB. Hi ha quatre períodes pels quals es pot atorgar la insígnia:
1. Segona Guerra Mundial (7 de desembre de 1941 - 3 de setembre de 1945)
2. Guerra de Corea (27 de juny de 1950 - 27 de juliol de 1953)
3. Guerra del Vietnam i altres accions de l'era de la Guerra Freda (2 de març de 1961 a 10 de març de 1995)
4. Guerra contra el terrorisme (18 de setembre de 2001 fins a una data per determinar)

Actualment, la insígnia d'infanteria de combat es porta 6,4 mm per sobre de les cintes de servei, a sobre de la butxaca esquerra del pit de l'uniforme de classe A i dels altres uniformes amb els quals la CIB està autoritzada. A partir del juny de 2011, la insígnia i el seu equivalent cosible es poden portar a l'uniforme de combat de l'exèrcit (ACU).

1a concessió CIB
2a concessió CIB
3a concessió CIB

## Tres vegades receptors

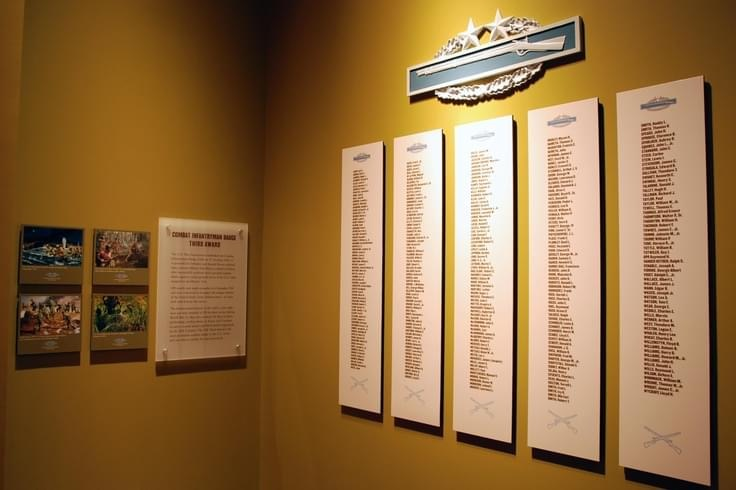
Els guardonats Tres vegades amb l'exposició de la Insígnia d'Infanteria de Combat, Museu Nacional d'Infanteria, 2014

El 1984, el Museu Nacional d'Infanteria de Fort Benning, Geòrgia, va descobrir dues plaques amb una llista de més de 200 soldats que havien rebut la Insígnia d'Infanteria de Combat tres vegades. La cerimònia va ser presidida pel tinent general David E. Grange Jr., comandant de Fort Benning de 1979 a 1981 i tres vegades receptor de la CIB, així com pel comandant de la base fort en aquell moment, el general de divisió John W. Foss. Una nova exposició, amb 325 noms, es va inaugurar el 23 d'octubre de 2012.
Com que l'interval entre el segon període d'elegibilitat (Guerra de Corea) i el quart (Guerra contra el Terrorisme) és de més de quaranta-vuit anys, més temps que qualsevol probable carrera com a soldat d'infanteria, tots els tres vegades receptors de la CIB van servir a la Segona Guerra Mundial, la Guerra de Corea i la Guerra del Vietnam.

## Insígnia de Mestre d'Infanteria de Combat
A mitjans del 2025 es van introduir les "insígnies de mestre de combat", concretament la Insígnia de Mestre d'Infanteria de Combat (MCIB), la Insígnia de Mestre Mèdic de Combat (MCMB) i la Insígnia de Mestre d'Acció de Combat (MCAB). Les insígnies reconeixen aquells que han obtingut tant una insígnia de combat (Insígnia de Mestre d'Infanteria de Combat (CIB), Insígnia de Mèdic de Combat (CMB) o CAB) com una insígnia d'expert (Insígnia d'Expert d'Infanteria (EIB), Insígnia d'Expert de Mèdic de Combat  (EFMB) o Insígnia de Soldat Expert (ESB)).
Les "insígnies de mestre" semblen idèntiques a les seves respectives insígnies de combat, substituint les corones platejades de les insígnies metàl•liques a tot color per corones daurades; les insígnies discretes amb brotxes i les insígnies de cosir també veurien les seves corones negres substituïdes per daurades. Els soldats que haguessin obtingut una insígnia de combat però una insígnia d'expert "separada" (una CIB i una EFMB, per exemple) portarien la insígnia de mestre alineada amb la seva insígnia de combat (en el cas d'una CIB i una EFMB, el guardonat portaria la MCIB) . El març de 2025, l'exèrcit va confirmar que les noves insígnies de "mestre de combat" estarien disponibles a través del Servei d'Intercanvi de l'Exèrcit i la Força Aèria abans del 21 de març de 2025.
|                   |                   |                   |
| 1a concessió MCIB | 2a concessió MCIB | 3a concessió MCIB |